# Villanuova (Verolavecchia)
Villanuova è una frazione del comune italiano di Verolavecchia, in provincia di Brescia, nella regione Lombardia.

## Geografia fisica
La frazione di Villanuova sorge a sud del centro cittadino Verolavecchia, sulla direttrice provinciale SP64 che porta a Monticelli d'Oglio.

## Storia
Nasce inizialmente come insediamento romano.
Tale centro fu tra le proprietà dei nobili bresciani Martinengo da Barco.
Fu dapprima frazione del comune di Monticelli d'Oglio fino al 1809 per poi passare in seguito nel comune di Verolavecchia

## Monumenti e luoghi d'interesse

### Chiesa di San Giovanni Battista
Un edificio era già presente sulle mappe nel 1600 ma l'odiena struttura fu probabilmente eretta o notevolmente ampliata su volere di Leopardo Martinengo per la comunità di Villanuova e dedicata a San Giovanni Battista.
Altri lavori furono eseguiti e fu principalmente Giovanni Francesco Martinengo da Barco tra i pronipoti della beata Maria Maddalena dello stesso casato, nel 1794 a volere l'abbellimento con nuovi interni e lavori a chiesa e campanile, ai quali parteciparono per la realizzazione delle epigrafi Stefano Antonio Morcelli da Chiari, e le opere interne commissionate all'artista Carlo Donegani oltre che numerose epigrafi scritte da Simone Assemani.
La chiesa di San Giovanni Battista a Villanuova fu inoltre dotata anche di una pala d'altale realizzata da Angelika Kauffmann rappresentante San Giovanni Battista, ora conservata nella pinacoteca Martinengo di Brescia.
Secondo lo storico Angelo Locatelli, l'attuale chiesa di San Giovanni Battista sostituisce una precedente posta nell'attuale cascina denominata Fenil Prestini, l'ipotesi è confermata dalle forme rinascimentali e dal timpano presenti su un lato di tale abitazione.